# Place Poincaré
La place Poincaré est une place du quartier des Chantiers de Versailles, en France.

## Situation et accès
La place Poincaré se trouve au débouché de la rue des États-Généraux, de la rue des Étangs-Gobert, du parvis Colonel-Arnaud-Beltrame, de la rue de l'Abbé-Rousseaux, de la rue des Chantiers et de la rue Benjamin-Franklin.

## Origine du nom

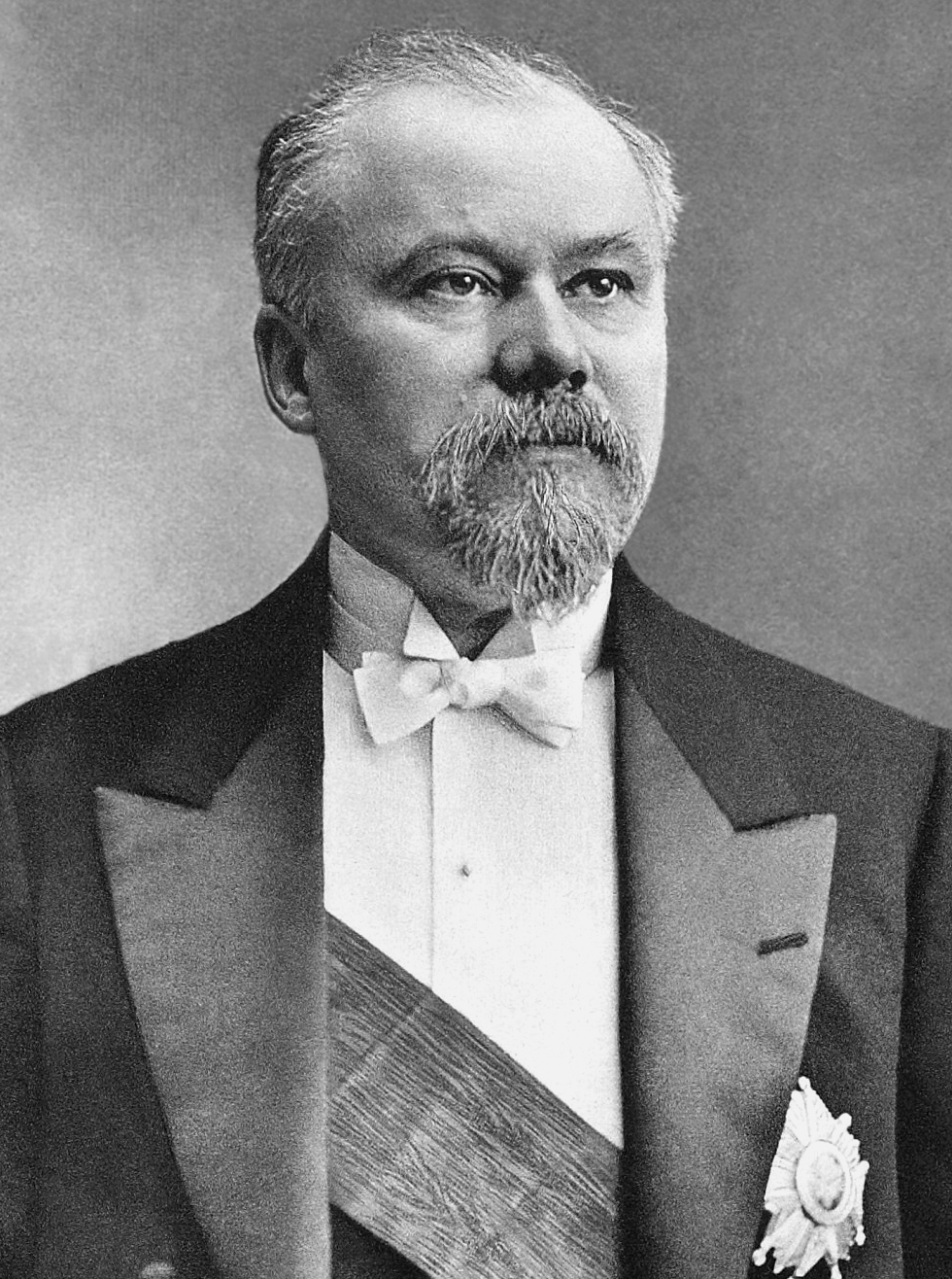
Raymond Poincaré

La place Poincaré tire son nom de l'ancien président de la République française Raymond Poincaré. 

## Historique
La place a été créée en 1933, dans le cadre des travaux de modernisation de la gare de Versailles-Chantiers, inaugurée à l'été 1932. 
À la faveur des travaux de restructuration du quartier qui s'achèvent en 2019, la place Raymond-Poincaré a été grandement rendue à la circulation piétonne ; son emprise a par ailleurs été limitée, la partie située entre l'actuelle place et la gare de Versailles-Chantiers prenant le nom de parvis Colonel-Arnaud-Beltrame.
Les nouvelles plaques de rue mises en place en 2019 omettent le prénom Raymond. 

## Bâtiments remarquables et lieux de mémoire
Au n°2, présence du collège technique Raymond-Poincaré. Ce collège occupe un ensemble de bâtiments, édifié en 1934 par l'architecte Hector Caignart-de-Mailly, qui remplissait initialement les fonctions d'école primaire supérieure et technique de jeunes filles, où étaient enseignés notamment la dactylographie et les arts ménagers (repassage, coupe, couture…). Le terrain était précédemment occupé pour partie par les Chenils du Roi, qui ont donné à la partie de la rue des États-Généraux qui les longeait le nom historique de rue du Chenil-Dauphin, puis, en 1859, par un hangar à farine (à une époque où existait une obligation pour les municipalités d'avoir à disposition un stock de 3 mois de denrées), qui, devenu inutile, fut employé comme lieu de détention des communards entre 1871 et 1874 — y fut emprisonnée notamment Louise Michel. Ce lieu était alors connu sous le nom de prison des Chantiers. De 1934 à 1940, l'école primaire de jeunes filles occupa le bâtiment, avant d'être délogée par l'Occupant et d'être délocalisée dans la caserne d'Artois. Grandement endommagés pendant les bombardements de 1944, les bâtiments ne furent reconstruits qu'à compter de 1953 ; leur exiguïté ne leur permettant plus d'accueillir l'école primaire de jeunes filles, c'est un collège, le collège technique Raymond-Poincaré, qui occupa dès lors les locaux.